# Alexander Meiklejohn

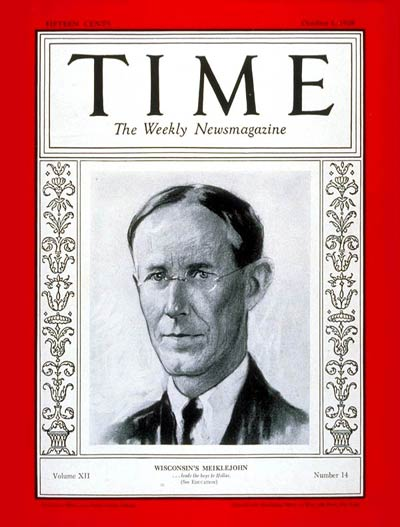
Retrato de Meiklejohn en Time.

Alexander Meiklejohn (3 de febrero de 1872 - 17 de diciembre de 1964) fue un filósofo, administrador universitario y reformador educativo británico, más conocido como un defensor de la libertad de expresión y como presidente del Amherst College.

## Biografía
Alexander Meiklejohn nació en 1872 en Rochdale, Lancashire, Inglaterra. A la edad de ocho, su familia emigró a los Estados Unidos y se asentó en Rhode Island. Recibió su bachillerato y maestría en la Universidad Brown, y recibió un doctorado de Cornell en 1897.
En 1897, Meiklejohn empezó a enseñar en Brown y fue nombrado decano de la universidad en 1901.
De 1912 a 1923, Meiklejohn fue presidente del Amherst College. Su presidencia terminó con su renuncia obligada, y trece estudiantes rechazaron sus diplomas para protestar.
Aunque se le ofreció la presidencia de otras universidades, Meiklejohn propuso la creación de una nueva universidad de artes liberales experimental. No podía recaudar fondos suficientes para una escuela completamente nueva, pero Glenn Frank, presidente de la Universidad de Wisconsin, lo invitó a crear el Experimental College de la Universidad de Wisconsin, que duró de 1927 a 1932.
Posteriormente Meiklejohn se mudó a Berkeley, California y estableció el School of Social Studies en San Francisco, un programa de educación adulta dedicado a los "grandes libros" y la democracía estadounidense.
En 1945, Meiklejohn sirvió como delegado estadounidense en la reunión fundacional de la UNESCO en Londres.
Meiklejohn murió a la edad de 92 años en 1964 en Berkeley, California.
Meiklejohn era bien conocido como un defensor de las libertades de la Primera Enmienda a la Constitución de los Estados Unidos y era miembro de la Unión Estadounidense por las Libertades Civiles (ACLU). Proponía un enlace entre la libertad de expresión y democracía, y arguía que la democracía requiere un electorado informado, y que por eso no puede haber restricciones del flujo libre de información e ideas.
Meiklejohn fue elegido por John F. Kennedy para recibir la Medalla Presidencial de la Libertad, la que fue presentada por Lyndon B. Johnson después de la muerte de su predecesor.